# 네바다 대학교 리노
네바다 주립 대학교 리노(University of Nevada, Reno)는 미국 네바다주 리노(Reno)에 위치한 주립 대학교이다. 보통 UNR로 줄여 부른다. 1874년 네바다주 엘코(Elko)에 세워졌다가 1885년 현재 리노로 이전하였다.
네바다 주립 대학교 리노는 저널리즘 전공이 유명하며 지금까지 여섯명의 퓰리처 수상자를 배출하였다. 또한 경영대학의 경영학 석사과정(MBA)는 비지니스 위크 평가에서 미국내 21위를 차지하였다.
콰드(Quad)는 캠퍼스의 남쪽에 위치하며 모릴홀(Morrill Hall)과 멕케이 광산학교(Mackay School of Mines)에 둘러싸인 정원을 말하는데 UNR의 상징이다(사진).
2008년에 지어진 초현대식 도서관 매쓰위슨-아이쥐티 지식센터(Mathewson-IGC Knowledge Center)는 학교의 연구 교육의 중심이 되고 있다.
학교를 상징하는 마스코트는 울프팩(wolf pack - 늑대)이다.